# Mas Soler
Mas Soler és una obra del municipi de la Pobla de Montornès (Tarragonès) declarada bé cultural d'interès nacional.

## Descripció
Aquest mas és el nucli de la urbanització "El Castell de Montornès". Es tracta d'una gran construcció documentada des de principis del XVI, estructurat entorn una gran torre, que és l'element que sobresurt i més destaca de la façana. Aquesta està decorada amb un coronament corb i obert a l'interior i presenta dues torretes de guita i diverses espitlleres. El cos principal del mas es desenvolupa a costat i costat de la torre. L'accés es realitza a través d'un portal d'arc de mig punt adovellat desplaçat lleugerament a l'esquerra respecte a la torre. L'edifici presenta diverses finestres situades a diferents alçades, dues d'elles amb ampits motllurats.
Tot el conjunt ha estat molt modificat; un dels darrers elements afegits foren les falses torretes de guàrdia a dos dels angles superiors de la torre, incorporades al segle xix. Una altra reforma correspon segurament a la data de "1797" visible a l'interior del pati.

## Història
Documentat el 1616, té una torre de guaita (s.XIX) Actualment és conegut com a Castell de Montornès. Prop del nucli urbà.